# Brug 1373
Brug 1373 is een bouwkundig kunstwerk in Amsterdam-Zuidoost.
Brug 1373 werd gebouwd als kunstwerk ter begeleiding van de Wisseloordmetrobrug. Die laatste is bestemd voor de metrolijn 54 en sinds 1997 ook metrolijn 50, die hier het Wisseloordpad kruisen. Er werd ervoor gekozen om ook het autoverkeer in de Westbroekstraat middels een viaduct over dat pad te geleiden. Daar waar de architecten van de metrobruggen bekend zijn, Sier van Rhijn en Ben Spängberg, is dat voor dit verkeersviaduct niet zo. Aangezien het viaduct in dezelfde tijd gebouwd is als de metrobrug en hetzelfde uiterlijk heeft (zie brugpijlers en randschilden) zijn de genoemde heren waarschijnlijk ook verantwoordelijk voor deze brug. Bovendien ligt het metrostation, ontworpen door Van Rhijn en Spängberg, gedeeltelijk op de Wisseloordmetrobrug. Het bouwwerk werd in juli 1982 opgeleverd. De randschilden kregen vermoedelijk later een gele kleur.

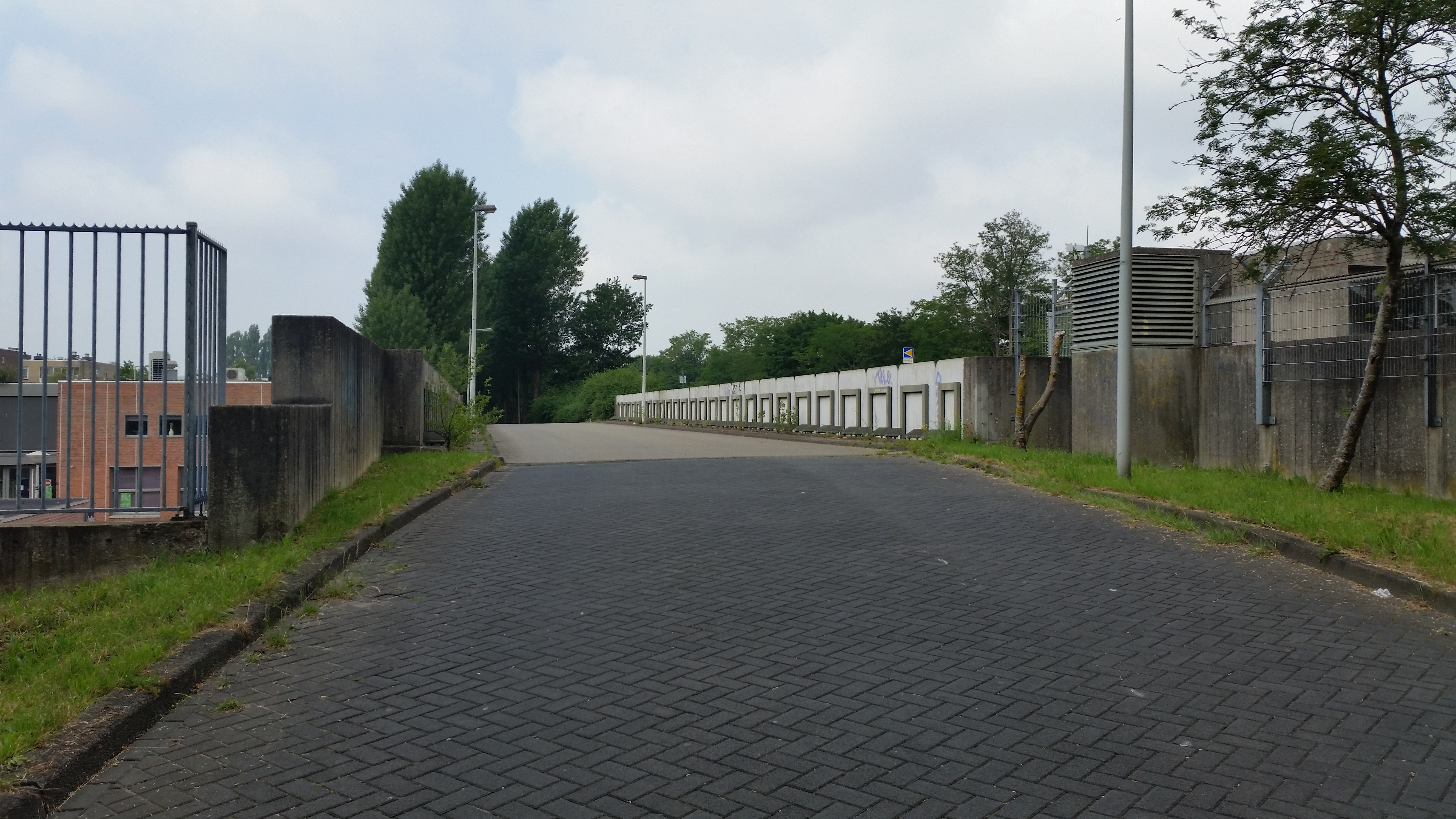
Overzicht over brug 1373 (juni 2020)

<<< · 1301 · 1302 · 1303 · 1304 · 1305 · 1306 · 1307 · 1308 · 1309 · 1311 · 1312 · 1313 · 1314 · 1315 · 1316 · 1317 · 1319 · 1320 · 1321 · 1322 · 1323 · 1324 · 1325 · 1326 · 1327 · 1328 · 1329 · 1330 · 1331 · 1332 · 1333 · 1334 · 1335 · 1336 · 1337 · 1338 · 1339 · 1340 · 1342 · 1343 · 1344 · 1345 · 1346 · 1347 · 1348 · 1349 · 1350 · 1351 · 1352 · 1353 · 1354 · 1355 · 1356 · 1357 · 1358 · 1359 · 1360 · 1361 · 1362 · 1363 · 1364 · 1365 · 1366 · 1367 · 1368 · 1373 · 1375 · 1376 · 1377 · 1378 · 1379 · 1380 · 1381 · 1382 · 1383 · 1384 · 1385 · 1386 · 1387 · 1388 · 1389 · 1390 · 1391 · 1392 · 1396 · 1397 · 1398 · 1399 · >>>
Brugnummers 1300, 1318, 1341, 1369-1372, 1374, 1393, 1394, 1395 zijn niet vergeven. 1310 is gesloopt; brug 1318 is nooit gebouwd in verband met niet aanleggen Veenendaaldreef.